# میروسلاو اسلابوشپیتسکی
میروسلاو اسلابوشپیتسکی (اوکراینی: Мирослав Михайлович Слабошпицький؛ زادهٔ ۱۷ اکتبر ۱۹۷۴) کارگردان، فیلم‌نامه‌نویس، کارگردان فیلم، و تهیه‌کننده فیلم اهل اتحاد جماهیر شوروی سوسیالیستی است.
وی همچنین برندهٔ جوایزی همچون جایزه ساترلند شده‌است.